# Ephebe americana
Ephebe americana är en lavart som beskrevs av Henssen. Ephebe americana ingår i släktet Ephebe och familjen Lichinaceae.   Inga underarter finns listade i Catalogue of Life.